# 腓特烈三世 (什勒斯維希-霍爾斯坦-戈托普)
腓特烈三世（德語：Friedrich III.，1597年12月22日—1659年8月10日），霍爾斯坦-戈托普公爵，1616年至1659年在位。

## 家庭
1630年，腓特烈三世與薩克森的瑪麗亞·伊莉莎白結婚，兩人共有4子6女：
1. 索菲·奧古斯塔（1630年—1680年）
2. 瑪格達列娜·希比拉（1631年—1719年）
3. 瑪麗·伊莉莎白（英语：Maria Elisabeth of Holstein-Gottorp）（1634年—1665年）
4. 腓特烈（1635年—1654年），早逝
5. 海德薇希·艾蕾諾拉（1636年—1715年）
6. 約翰·格奧爾格（1638年—1655年），早逝
7. 安娜·多蘿西亞（1640年—1713年）
8. 克里斯蒂安·阿爾布雷希特（1641年—1695年）
9. 奧古斯特·腓特烈（德语：August Friedrich von Schleswig-Holstein-Gottorf）（1646年—1705年）
10. 奧古斯塔·瑪麗亞（1649年—1728年）